# ランチャーノ
ランチャーノ（イタリア語: Lanciano）は、イタリア共和国アブルッツォ州キエーティ県にある、人口約35,000人の基礎自治体（コムーネ）。8世紀に起こったとされるキリスト教の奇跡「ランチャーノの奇跡」で知られる。

## 地理

### 位置・広がり

#### 隣接コムーネ
隣接するコムーネは以下の通り。
- アテッサ
- カステル・フレンターノ
- フォッサチェジーア
- フリーザ
- モッツァグローニャ
- オルソーニャ
- パリエータ
- ポッジョフィオリート
- ロッカ・サン・ジョヴァンニ
- サン・ヴィート・キエティーノ
- サンテウザーニオ・デル・サングロ
- トレーリオ